# Boutros Gemayel
Boutros Gemayel (arabisch بطرس الجميل, DMG Buṭrus Ǧumaiyil; * 29. Juni 1932 in Ain el Kharroube; † 21. August 2021 im Libanon) war ein libanesischer Geistlicher und maronitischer Erzbischof von Zypern.

## Leben
Boutros Gemayel besuchte von 1945 bis 1953 das Kleine Seminar in Ghazir. Anschließend studierte er Philosophie und Katholische Theologie am Priesterseminar in Beirut und an der Université Saint-Joseph. Am 12. April 1959 empfing Gemayel in der Kirche St. Joseph in Beirut durch den maronitischen Bischof von Tyros, Joseph Khoury, das Sakrament der Priesterweihe.
Gemayel war zunächst als Pfarrvikar in Al-Mayassa und Ain el Kharroube tätig, bevor er 1960 für weiterführende Studien an das Päpstliche Orientalische Institut nach Rom entsandt wurde. Dort erwarb er Abschlüsse in den Fächern Katholische Theologie und Geschichte. 1963 wurde Boutros Gemayel mit einer Arbeit über die Geschichte und Struktur der Liturgie der maronitischen Kirche im Fach Liturgiewissenschaft promoviert. Neben seinen Studien nahm er als Berater für Fragen der maronitischen Liturgie an der ersten Sitzungsperiode des Zweiten Vatikanischen Konzils teil. Nach der Rückkehr in seine Heimat wurde Gemayel Pfarrer in Bourj Hammoud. Von 1963 bis 1965 wirkte er zudem als Verantwortlicher für die patriarchale Bibliothek und von 1963 bis 1969 als Sekretär des patriarchalen Komitees für liturgische Angelegenheiten. Ab 1977 war Boutros Gemayel zudem Visitator für Zypern und ab 1979 Generalvikar der Erzeparchie Zypern. Daneben lehrte er an der Université Saint-Joseph (1963–1973) und an der Heilig-Geist-Universität Kaslik (1969–1988) sowie an der Philosophischen und der Kommunikationswissenschaftlichen Fakultät der Libanesischen Universität in Beirut (1973–1988). Ferner war Gemayel von 1977 bis 1996 Berichterstatter des patriarchalen Komitees für liturgische Angelegenheiten und von 1979 bis 1996 Berater der Synode der Maronitischen Kirche für liturgische Fragen.
Am 11. Juni 1988 ernannte ihn Papst Johannes Paul II. zum Erzbischof der Erzeparchie Zypern. Die Bischofsweihe spendete ihm der Maronitische Patriarch von Antiochien und des ganzen Orients, Nasrallah Boutros Sfeir, am 11. September desselben Jahres in Bkerke; Mitkonsekratoren waren der emeritierte maronitische Erzbischof von Zypern, Elie Farah, und der maronitische Erzbischof von Antelien, Joseph Mohsen Béchara.
Am 6. Juni 2008 nahm Papst Benedikt XVI. das von Boutros Gemayel aus Altersgründen vorgebrachte Rücktrittsgesuch an.
Neben Arabisch beherrschte Gemayel Französisch, Englisch, Italienisch, Spanisch, Deutsch, Syrisch, Griechisch, Hebräisch und Latein. Er war Mitglied des Internationalen Theologischen Komitees für den katholisch-orthodoxen Dialog.

## Schriften (Auswahl)
- Fraction, consignation, commixtion, dans la liturgie syro-maronite. In: Symposium Syriacum 1972. 1974, OCLC 1136005482, S. 163–181.
- The Prayer of the Faithful According to the Maronite Liturgical Year. Vol. 1: Sundays of the Church, Season of Announcement & Birth of our Lord Season of Epiphany. Diocese of Saint Maron, New York 1982, OCLC 1135993615.
- The Prayer of the Faithful According to the Maronite Liturgical Year. Vol. 2: Season of Great Lent, Passion Week, Season of Resurrection. Diocese of Saint Maron, New York 1984, OCLC 1136029200.
- The Prayer of the Faithful According to the Maronite Liturgical Year. Vol. 3: Season of Resurrection. Season after Pentecost. Season of the Holy Cross. Diocese of Saint Maron, Brooklyn 1985, OCLC 311601412.
- The Maronite icons modern sacred art: icons of the Maronite liturgical year, sundays and major feasts. Dar Sader, Beirut 1999, ISBN 978-9963-8409-0-8.
- The History of the Maronite Community in Cyprus through the Church Birth Register, 1669–1921. Maronite Archbishopric of Cyprus, Nikosia 2008, OCLC 1136105038.
- Boutros Gemayel, Georges El-Khalli: The Virgin Mary in the Maronite church. E.T. Nedder, Zionsville (Indiana) 2008, ISBN 978-1-893757-61-5.